# Gonomyia pleuralis
Gonomyia pleuralis är en tvåvingeart som först beskrevs av Samuel Wendell Williston  1896.  Gonomyia pleuralis ingår i släktet Gonomyia och familjen småharkrankar. Inga underarter finns listade i Catalogue of Life.